# Хитин
Хитин (C8H13NO5)n (фр. chitine, от др.-греч. χιτών: хитон — одежда, кожа, оболочка) — биополимер группы азотсодержащих полисахаридов из остатков N-ацетилглюкозамина, связанных между собой β-(1→4)-гликозидными связями.
Химические названия: поли-N-ацетил-D-глюкозо-2-амин или поли-(N-Ацетил-1,4-β-DD-глюкопиранозамин)
Основной компонент экзоскелета (кутикулы) членистоногих и ряда других беспозвоночных животных, входит в состав клеточных стенок грибов, ряда бактерий и сине-зелёных водорослей, являясь в них аналогом целлюлозы. Распространённость хитина в природе — на втором месте среди биополимеров после целлюлозы.

## История
В 1821 году француз Анри Браконно, директор ботанического сада в Нанси, случайно обнаружил в грибах вещество, нерастворимое в серной кислоте. Он назвал его фунгин.
Чистый хитин впервые выделен из внешних оболочек тарантулов. Термин был предложен французским учёным А. Одье, исследовавшим наружный покров насекомых, в 1823 году.
Структура хитина была открыта в 1929 году Альбертом Хофманном.

## Распространение в природе
Хитин — один из наиболее распространённых в природе полисахаридов. По некоторым оценкам, каждый год на Земле в живых организмах образуются и разлагаются миллиарды тонн хитина.
- Выполняет защитную и опорную функции, обеспечивая жёсткость клеток — содержится в клеточных стенках грибов.
- Главный компонент экзоскелета членистоногих.
- Также хитин образуется в организмах многих других животных — разнообразных червей, кишечнополостных и т. д.

Во всех организмах, вырабатывающих и использующих хитин, он находится не в чистом виде, а в комплексе с другими полисахаридами, и очень часто ассоциирован с белками. Несмотря на то, что хитин является веществом, очень близким по строению, физико-химическим свойствам и биологической роли к целлюлозе, в организмах, образующих целлюлозу (растения, некоторые бактерии) хитин найти не удалось.

## Физические свойства
Представляет собой твёрдое бесцветное либо полупрозрачное вещество (жёсткое на ощупь), не растворимое в воде и полярных органических растворителях (этаноле, диэтиловом эфире, ацетоне), растворяется в растворе хлорида лития в диметилацетамиде (при отсутствии следов воды), в концентрированных растворах некоторых солей (хлорид цинка, тиоцианат лития, соли кальция) и в ионных жидкостях.

## Химия хитина
В естественном виде хитины разных организмов несколько отличаются друг от друга по составу и свойствам.
При нагревании с концентрированными растворами минеральных кислот (соляной или серной) происходит гидролиз, в результате образуются мономеры N-Ацетилглюкозамина.
При длительном нагревании хитина с концентрированными растворами щелочей происходит N-деацетилирование и образуется хитозан.
Ферменты, расщепляющие β(1→4)-гликозидную связь в молекуле хитина, называются хитиназами.

## Биосинтез
Синтез молекулы хитина происходит в хитосомах, где с помощью одного фермента гликозилтрансферазы известной, как хитинсинтетаза (КФ 2.4.1.16) осуществляется перенос остатков N-ацетил-D-глюкозамина из уридиндифосфат-N-ацетил-D-глюкозамина (UDPGlcNAc) на растущую полимерную цепь.

## Практическое использование
Одно из производных хитина, получаемое из него промышленным способом — хитозан. Сырьём для его получения служат панцири ракообразных (криль, камчатский краб), а также продукты микробиологического синтеза.
Вследствие отсутствия пищеварительного фермента хитиназы в организме млекопитающих, в том числе и человека, хитин грибов и насекомых не переваривается в желудочно-кишечном тракте, но может быть расщеплён и усвоен некоторыми микроорганизмами микрофлоры кишечника. При этом, в организме человека имеется не участвующий в пищеварении фермент хитотриозидаза, вырабатываемая макрофагами и принимающая участие в иммунном ответе организма: при лизисе клеточных стенок некоторых патогенных микроорганизмов и в возможном механизме развития некоторых аллергических реакции. В частности, фермент обнаруживается в плазме крови при болезнях Гоше и Ниманна — Пика (тип C). Наличие хитиназ у микромицетов способствует проникновению их через хитиновую клеточную стенку и поражению высших грибов.